# George MacDonald (numismatico)

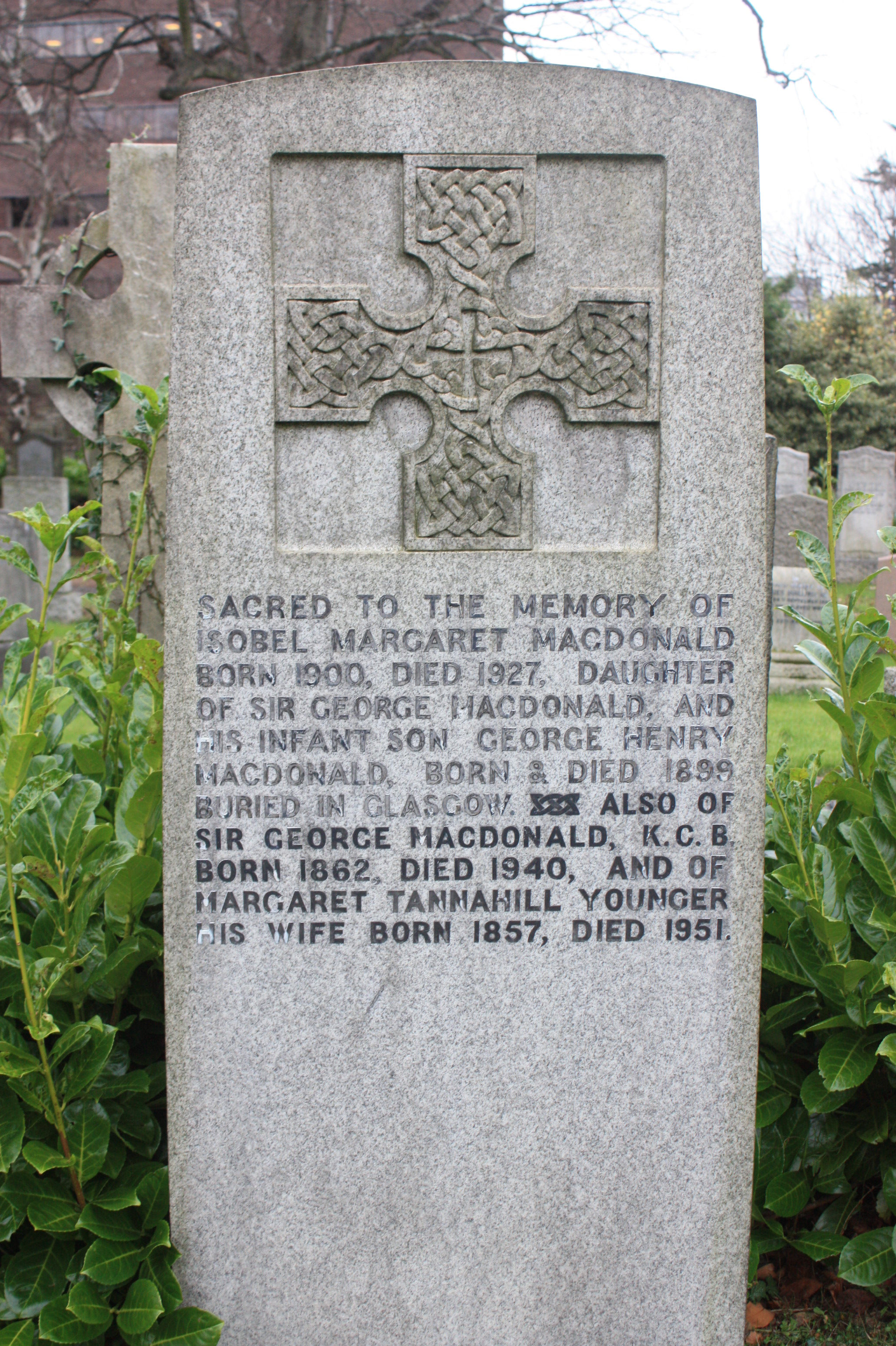

Sir George MacDonald KCB (Elgin, 30 gennaio 1862 – Edimburgo, 9 agosto 1940) è stato un numismatico e archeologo britannico.

## Biografia
George MacDonald frequentò la Ayr Academy, che il padre, il noto archeologo ed epigrafista James MacDonald, diresse come rettore dal 1862 al 1883; dal 1878 al 1882 studiò scienze dell'antichità alla  University of Edinburgh. In seguito approfondì i suoi studi al Balliol College dell'University of Oxford, dove ottenne il First Class Degrees nelle materie Classical Moderation nel 1885 e  Literae Humaniores nel 1887. Dopo gli studi MacDonald fece ricerca alla  Kelvinside Academy a Glasgow, dove il padre era rettore dal 1883.
Nel 1892 MacDonald passò all'Università di Glasgow, dove ebbe come assistente Gilbert Murray. In questo periodo MacDonald collaborò anche con l'Hunterian Museum. Qui lavorò molti anni per pubblicare un catalogo della collezione di monete antiche che fu pubblicato in tre volumi dal 1899 e 1905 in drei Bänden erschien e che gli assicurò una reputazione scientifica. Il museo poi lo nominò nel 1905 curatore onorario a vita. La Académie des Inscriptions et Belles-Lettres gli conferì per il suo lavoro, nel 1907 il Prix Allier de Hauteroche.
MacDonald si è dedicato anche a ricerche archeologiche e topografich della Britannia. Assiene ad Alexander Park condusse nel 1902 gli scavi del castrum romano di Bar Hill nei pressi di Twechar, lungo il Vallo Antonino; i risultati furono pubblicati nel 1906. Nel 1910 ci furono altre campagne sul Vallo Antonino. MacDonald divenne, assieme al suo amico Francis John Haverfield, uno dei maggiori esperti della Britannia romana.
Come risultato del suo lavoro MacDonald nel 1904 ottenuto un lavoro nello Scots Education Department, dove con gli anni divenne Segretario Permanente (1922-1928). Il suo lavoro scientifico continuò. Ha insegnato presso l'Università di Glasgow; ha pubblicato studi sulla topografia e sulla numismatica della Britannia romana e oltre 150 articoli per la Realenzyklopädie der klassischen Altertumswissenschaft. 
Si impegnò nella Society for the Promotion of Roman Studies di cui fu presidente negli anni 1921–1926, nella Society of Antiquaries of Scotland (presidente 1933–1940) e nella Royal Numismatic Society (presidente 1935–1936). 
Fu membro ordinario della  British Academy, della Römisch-Germanische Kommission e del Deutsches Archäologisches Institut (dal 1928) e membro corrispondente della Preußische Akademie der Wissenschaften (dal 1931). 
MacDonald ha ricevuto la laurea honoris causa delle Università di Glasgow, Edimburgo, Oxford e Cambridge e nel 1927 è stato nominato Cavaliere Commendatore dell'Ordine del Bagno.
Come numismatico è stato insignito nel 1913 con la medaglia della Royal Numismatic Society e nel 1925 con la Archer M. Huntington Medal.

## Pubblicazioni (selezione)
- Catalogue of Greek Coins in the Hunterian Collection, University of Glasgow. tre volumi, Glasgow 1899–1905.
- Coin Types: Their Origin and Development. Glasgow 1905.
- con Alexander Park: The Roman Forts on the Bar Hill, Dumbartonshire. Glasgow 1906.
- The Roman Wall in Scotland. Glasgow 1911; 2ª ed., Oxford 1934.
- The Evolution of Coinage. Cambridge 1916.
- The Silver Coinage of Crete. A Metrological Note. London 1919.
- con Francis John Haverfield: The Roman Occupation of Britain. Oxford 1924.
- Forschungen im römischen Britannien 1914–1928. In: Bericht der Römisch-Germanischen Kommission 19, 1929, S. 1–85.
- Roman Britain 1914–1928. Oxford 1931.
- The Hunterian Coin Cabinet. Being the Third Lecture on the David Muray Foundation in the University of Glasgow, delivered on May 24th, 1933. Glasgow 1933.